# Мовознавець

Юрій Шевельов

Мовозна́вець, мовозна́виця, або лінгві́ст, лінгві́стка, — фахівець із мовознавства (лінгвістики).
Мовознавці, як і літературознавці, є філологами.

## Спеціалізації
Залежно від спеціалізації серед мовознавців виділяють, зокрема, фонетистів (фахівців із фонетики та фонології), лексикологів (фахівців із лексикології), лексикографів (фахівців із лексикографії), діалектологів (фахівців із діалектології), граматистів (фахівців із граматики).

## Відомі українські мовознавці
- Антоненко-Давидович Борис Дмитрович
- Білодід Олександр Іванович
- Бровченко Тамара Олександрівна
- Бурячок Андрій Андрійович
- Головащук Сергій Іванович
- Дереґа Ярослав Степанович
- Зарицький Микола Степанович
- Зеленько Анатолій Степанович
- Ощипко Ірина Йосипівна
- Пономарів Олександр Данилович
- Потебня Олександр Опанасович
- Рабій-Карпінська Софія
- Скорина Людмила Петрівна
- Ткаченко Олег
- Штець Микола Миколайович

## Відомі іноземні мовознавці
- Франц Бопп — відомий дослідник індоєвропейських мов.
- Якоб Грімм — зачинатель порівняльної граматики германських мов.
- Гумбольдт Вільгельм
- Фердинанд де Сосюр
- Міхаель Мозер — учений-славіст, україніст, президент Міжнародної асоціації україністів.
- Антуан Мейє
- Август Шлейхер
- Вільгельм Вундт
- Блас Хайме